# Vincenzo Fini
Vincenzo Fini (* 17. August 1606 in Venedig; † 29. Februar 1660 ebenda) war Jurist, Prokurator di Citra und Inhaber weiterer einflussreicher Ämter in Venedig.

## Wappen
Schild geviert mit Herzstelle. Auf der Herzstelle im silbernen Schild ein schwarzer, goldbewehrter, gekrönter Doppeladler. 1. in Gold ein roter, aufgerichteter, doppelschweifiger, gekrönter Löwe, belegt mit zwei goldenen Schräglinksleisten. 2. in Silber ein blauer, einwärtsgekehrter geschlossener Flug. 3. in Silber zwei rote, schräglinks gestellte, außwärtsgekehrte Rosen. 4. in Blau zwei kampfbereite, grüne, gekrönte, Schlangen.

## Abstammung
Fini entstammte einem venezianischen Adelsgeschlecht, dessen Ländereien und Güter jedoch auf der Insel Zypern lagen, das von 1489 bis 1571 zu Venedig gehörte. Als sich die Türken anschickten, die Insel zu erobern, unterstützte die Familie Fini finanziell und organisatorisch die erforderlichen Verteidigungsmaßnahmen. Demetrio de Fini und vier seiner Söhne (Leondio, Manuel, Florio, Luigio) fielen bei der Verteidigung Nikosias. Demetrios’ jüngster Sohn Emanuele verließ bald nach dem Fall der Stadt im Jahre 1571 Zypern und ließ sich in Venedig nieder. Er dürfte dort zunächst in sehr ärmlichen Verhältnissen gelebt haben. Seine Söhne dagegen, außer Demetrio, der jung starb, Vincenzo, Giovanni und Girolamo stiegen dort bald in einflussreiche Ämter auf. Im 17. Jahrhundert spielte die Familie in Venedig eine bedeutende Rolle.

## Aufstieg in Venedig
Vincenzo war derjenige, der es schnell schaffte, dass die Familie bald wieder zu Vermögen und Ansehen gelangt war. Er studierte Rechtswissenschaften und schlug die juristische Laufbahn ein. Am 12. Dezember 1649 wurde er in das Patriziat von Venedig aufgenommen. Dafür spendete er der Republik 200.000,- Dukaten anlässlich des Krieges um Candia. Er unterstützte finanziell auch seine Geschwister und seinen Vater, der in den Jahren 1629 und 1633 die Herrschaften Jablanitz und Guttenegg in Innerkrain erwarb und sie danach von Kaiser Ferdinand II. zum Lehen erhielt. Vincenzo Fini hatte auch das Amt des Solicitadore di Palazzo inne und war Avvocato al magistro della giustizia vecchia. Am 29. August 1658 wurde er zum Prokurator von San Marco di Citra ernannt. Damit gelangte er in ein Amt mit großem politischem Einfluss, das auch mit hohem Prestige verbunden war. Vincenzo testierte am 29. Februar 1660 (notarielles Testament b. 152 n. 123).
Finis Bruder Girolamo (* 1. August 1621 in Venedig, † 15. Februar 1686 ebenda), wurde zusammen mit Vincenzo Patrizier von Venedig. Als Prokurator und Beschützer der Kirche San Moisè verpflichtete er sich im Jahre 1668, die Fassade der Kirche renovieren zu lassen (Quelle: Nicolaus Coleti: Monumenta ecclesiae venetae Sancti Moysis; Venetiis MDCCLVIII (1758), S. 247–248).

## Kirche von S. Moisé

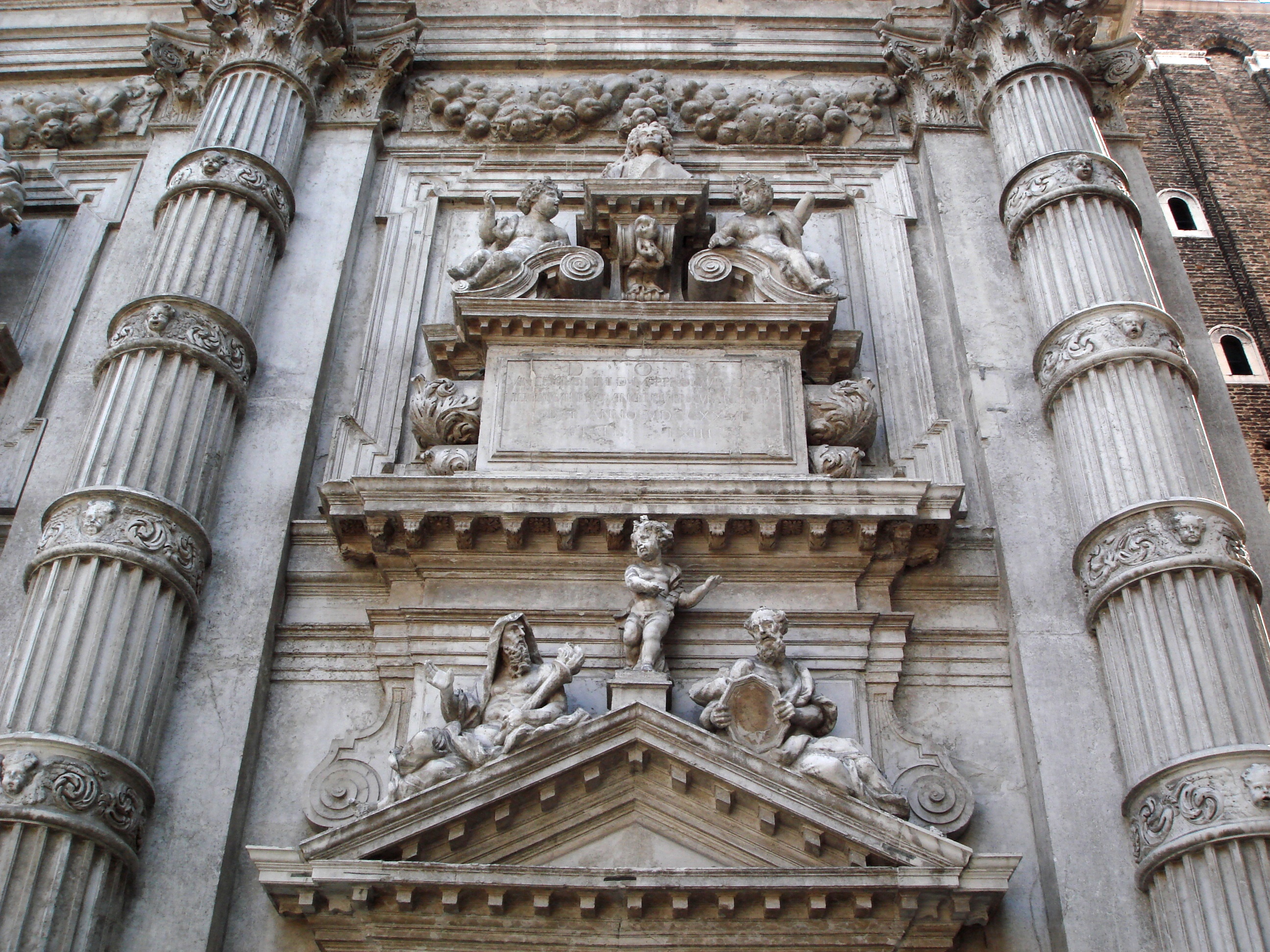
Denkmal der Familie Fini in San Moisè

Mit der Erneuerung der Fassade der Kirche San Moisè haben sich die Fini und insbesondere dem Vincenzo Fini ein erhabenes Denkmal errichtet. Die Kirche stammt aus dem 8. Jahrhundert, war aber zunächst dem San Vittore (hl. Viktor) geweiht. Sie wurde im Jahre 1632 umgebaut und in San Moisè umbenannt. Die Fassade ist über den drei Eingängen mit drei Büsten und Inschriften bestückt:
- Büste und Inschrift über dem Hauptportal stellt Vincenzo Fini (1606–1660) dar. Die Inschrift darunter lautet:

D.(ominus) O.(ptimus) M.(aximus) OMNE FASTIGIE VIRTUTE IMPLET VINCENTIUS FINI VENETAE NOBILITATIS HONORE AC PROCURATORIA D.(omini) MARCI DIGNITATE AMPLISSIMUS, TANTO FRATRI CONSILIO ELOQUENTIA BENEFICIENTIA DE CUNCTIS OPTIME MERITO HYERONIMI FRATRIS PIETAS PERENNE H.(oc) M.(onumentum) P.(osuit), ANNO MCCLXXXII, OBIIT ANNO MDCLX, AETATIS LV.
- Büste mit Inschrift über dem linken Portal stellt Hieronymus Fini (1621 – 1686) dar. Inschrift lautet:

D.O.M. HIERONYMUS FINI VINCENTI D.(omini) M(arci) PROCURATORIS FRATER, OBIIT ANNO MDCLXXXV, AETATIS LXIV.
- Büste mit Inschrift über dem rechten Portal stellt Vincenzo Fini, Sohn des Hieronymus (1662 – 1726) dar. Die Inschrift lautet:

D.O.M. VINCENTIUS FINI D.(omini) M.(arci) PROCURATOR HIERONYMI FILIUS, VINCENTI PROCURATORI NEPOS, OBIIT ANNO MDCCXXVI, AETATIS LXIII.

## Genealogie
Demetrio de Fini, (* um 1530 auf Zypern, † 1571 in Nikosia, gefallen)
Kinder:
1. Leondio († 1571 in Nikosia, gefallen)
2. Manuel († 1571 in Nikosia, gefallen)
3. Florio († 1571 in Nikosia, gefallen)
4. Luigio († 1571 Nikosia, gefallen)
5. Emanuelle (* um 1565 auf Zypern, † 1657), Erwerber der Herrschaft Guteneck (Gotnik) in Innerkrain. Freiherr de Fini zu Jablanatz u. Guttenegg;  Aus seinem notariellen Testament b. 1138 n. 85 vom 26. April 1639 geht hervor, dass er mit Cornelia N verheiratet war.

Kinder (des Emanuele):
1. Demetrio, † vor 1639, beigesetzt in der Familiengruft zu Jablanitz
Natürlicher Sohn
Zuanne (Giovanni),
2. Vincenzo (* 17. Juli 1606, † 29. Februar 1660 Venedig), Jurist, am 29. August 1658 zum „Procuratore di San Marco“ berufen. Keine Nachkommen.
3. Giovanni
4. Girolamo (1. August 1621, 15. Februar 1686), widmete sich dem Handel, Besitzer von Jablanitz u. Guttenegg, die er 1657 als Sicherheit für seine Schulden (17.227 Gulden) an seine Schwester Helena verpfändete und 1670 verkaufte. Seit 1650 mit Andrana Zanfornari verheiratet, Tochter des Tommaso.
Kinder (des Girolamo)
1. Delfina, ⚭  Nicolo Dona,
2. Vincenza, ⚭ Renier Priuli
3. Tommaso (* 13. November 1651, † ?)
4. Tommaso (* 1653, † 5. Mai ?)
5. Vincenzo (* 23. November 1662, † 30. März 1726), am 24. August 1687 wurde er zum Prokurator von San Marco de Ultra ernannt, wofür er der Republik 50.000 Dukaten als Deckung für laufende Kriegskosten spendete; verheiratet seit 1682 mit Lugrezietta Loredan, Tochter des Constantino
Kinder (des Vincenzo)
1. Andriana, ⚭ Filippo Nani,
2. Maria, ⚭ Lorenzo Dona
3.–9. Söhne alle mit dem Namen Girolamo,
6. Cornelia (außerehelich) ⚭ Girolamo Cogolo, Edelmann aus Vicenca
5. Helena (Elena), † 1692, beigesetzt unter dem gestifteten Altar der Kirche St. Veit in Fiume (testierte 4. April 1687), seit 1657 Besitzerin von Jablanitz u. Guttenegg und seit 1670 Eigentümerin. 1 ⚭ Andreas Freiherr Haller von Hallerstein, † 1643, Mitbesitzer von Nußdorf / Orehek; 2 ⚭ in der Kirche St. Veit in Fiume 1648 Francesco Lazarini, * Venedig 15. Juni 1620, † 1678, beigesetzt wie seine Frau, (testierte 28. Juni 1672), Doktor beider Rechte, Advokat, S. d. Giacomo L., Goldschmied in Venedig, und der Maria N., Tochter des Webers Lunardo N.

## Inkolat und Standeserhebungen
- Krainer Inkolat für Emanuel de Fini auf sein Ersuchen. Eintrag in der Adelsmatrikel von Krain von 1824 lautet:

Herr Emanuel de Fin, Freiherr, beschwerte sich bei dem Landtage von 5. Mai 1639, dass seine Söhne als Herren und Landleute aufgenommen, er aber ausgeschlossen wurde; worüber er auch gegen deme aufgenommen worden, dass er 8000 Fl-Kr bei der ständischen Casse anlegen und davon durch drei Jahre keine Interessen ziehen solle; der Name seiner als Landstände früher aufgenommenen Söhne konnte nicht aufgefunden werden: vide Proto: No 17, Foll: 330.
- Andreas wurde für sich und seine Nachkommen den 7. Mai 1650 zum Landstand angenommen; vide Proto: No 18, Foll: 142 – 144, Fasc: Landmannsbriefe Litt: F, No 3.
- Erbländisch österreichischer Freiherrnstand  d. d. Wien 8. Juli 1638 mit „Freiherr de Fini auf Jablanaz und Guettenegkh“ für Emanuel Fini.
- Patriziat von Venedig 1649 für die Brüder Vincenzo und Girolamo Fini

## Herrschaften und Herrenhöfe im Besitz des Geschlechts in Krain
- Altjablanitz (Stara Jablanica) in Innerkrain
- Guteneck (Gotnik)